# Ingemar Lindstedt
Ingemar Lindstedt, född 8 maj 1792 i Härnösand, död 12 juli 1855 i Jukkasjärvi församling, Norrbottens län, var en svensk präst.

## Biografi
Lindstedt var son till handelsmannen och perukmakaren Anders Lindstedt i Härnösand. Efter studier vid Härnösands gymnasium blev Lindstedt student vid Uppsala universitet 1811 och lärare vid Maria församlings hantverks- och fattigskola i Stockholm år 1817. I augusti 1818 prästvigdes han till vakanspredikant i Överkalix församling och blev i november 1819 pastorsadjunkt i Övertorneå församling. I januari 1823 blev Lindstedt vikarierande komminister i Pajala församling, då annex till Övertorneå församling, men i april 1826 åter pastorsadjunkt i Övertorneå församling. I december 1831 utnämndes han till pastor i Jukkasjärvi församling. Under Lindstedts tid som kyrkoherde flyttades kyrkobordet till Vittangi, där han bodde till sin död 1855.

### Familj
Lindstedt gifte sig 1 augusti 1820 med Christina Catharina Wijkström, som var dotter till prosten Johan Wijkström i Övertorneå församling. De fick tillsammans barnen Johanna Agatha Lindstedt (född 1821) som var gift med krononybyggaren Johan Anderson Lahti i Vittangi, Sofia Albertina Lindstedt (1823–1836) och Brita Wilhelmina Lindstedt (född 1830) som var gift med Johan E. Hansson.